# Amidei
Gli Amidei sono una delle più antiche e nobili famiglie fiorentine, che la tradizione indicava di origine romana e dimoranti in città fino dalla sua fondazione.

## Storia
È famiglia di primo cerchio, citata sia dal Villani sia da Ricordano Malispini. E inoltre famiglia consolare: Bongianni è ricordato come console nel 1182 nella Cronica dello pseudo Brunetto Latini e prima viene ricordato da Pietro Santini: Amideo console nel 1174; espresse nella pace una personalità come Amadio che fu uno dei "Sette Santi" fondatori dell'Ordine dei servi di Maria e si distinse, famiglia ghibellina, negli scontri tra guelfi e ghibellini.
Nel 1260 dopo Montaperti compaiono nel Consiglio del comune con 4 consiglieri: dominus Giovanni, Lamberto di dominus Berizzino, Corsino, Bernardo di Odarrigo; con 6 nel 1261: Lamberto di dominus Berizzino, Giovanni del fu Odarrigo, dominus Bernardo, dominus Corsino, dominus Albizzo, dominus Giovanni di Odarrigo.
Con la definitiva sconfitta ghibellina del 1268 si apre per gli Amidei la via dell'esilio:«De Populo Sancti Stephani ad pontem ...........omnes de domo Amideorum exceptis filiis Oderighi Rinaldi e Chele filio domini Ianuzzi».
Il colpo di grazia alle famiglie ghibelline viene data dalla pace del cardinale Latino che pur fondandosi sulla riconciliazione delle fazioni decreta il confino per 55 grandi ghibellini: tra questi tre degli Amidei.
Nonostante ciò due degli Amidei compariranno ancora nel Consiglio del 1285 per il Sesto di San Piero a Scheraggio.
Ma oramai la grande famiglia è destinata a scomparire dalla storia fiorentina.
Ciononostante la loro fama storica, è associata principalmente alla lite con la famiglia Buondelmonti, che secondo la leggenda doveva portare alla divisione della città tra guelfi e ghibellini. A questo proposito sono stati citati nella Divina Commedia nel sedicesimo canto del paradiso verso 136-139. Parlano anche degli Amidei i cronisti fiorentini Giovanni Villani e Dino Compagni, e in seguito anche Niccolò Machiavelli.
Avendo Buondelmonte dei Buondelmonti preso parte ad una rissa, si decise, dopo una riunione delle famiglie coinvolte, che per riparare ai danni mantenendo intatto l'onore egli avrebbe sposato la figlia di Lambertuccio Amidei. Buondelmonte però, tentato da Gualdrada dei Donati di sposare una del loro medesimo casato, e assicurato che essi avrebbero pagato una "multa" per aver annullato il matrimonio, decise di mandare a monte le nozze con gli Amidei e di sposare una dei Donati. A questo punto gli Amidei s'infuriarono e meditarono una vendetta, e il consigliere degli Amidei, Mosca dei Lamberti pronunciò la celebre frase "Cosa fatta capo ha", sostenendo che Buondelmonte doveva essere ucciso. A Pasqua del 1215 fu infatti ucciso davanti ad una statua di Marte e così la città si divise tra gli oppositori ed i sostenitori di questo evento. Mosca dei Lamberti è citato nella Divina Commedia, nell'Inferno, XXVIII Canto, verso 108, accusato di essere stato seminatore di discordie e di lotte, terminando il periodo felice di Firenze.
 "La casa di che nacque il vostro fleto
Per lo giusto disdegno che v'ha morti
E puose fine al vostro viver lieto
Era onorata essa e i suoi consorti
O Buondelmonte quanto mal fuggisti
Le nozze sue per li altrui conforti." 
Paradiso, Canto XVI, 136-141
Questi versi sono stati riportati in un'iscrizione sul marmo sulla torre degli Amidei sotto allo stemma degli Amidei. Con questi versi Dante, scrivendo "La casa", si riferisce alla famiglia degli Amidei e sostiene che è da questa famiglia che nacque il pianto di Firenze, ossia la divisione tra guelfi e ghibellini e poi tra guelfi bianchi e neri, che ha portato morti e dolori e ha causato anche l'esilio di Dante stesso. Forse per questo che sostiene che lo sdegno provato dagli Amidei sia giustificato e fa cadere la colpa della lite su Buondelmonte. Forse è anche per questo motivo che Dante sostiene che si schierarono con il partito ghibellino il quale fu dapprima a capo di Firenze, ma dopo una vittoria guelfa, perse il controllo della città. Successivamente però, dopo la battaglia di Montaperti (1260), si riaprirono loro le porte di Firenze ma già nel 1266, dopo la rivincita guelfa di Benevento, furono di nuovo esiliati per sempre da Firenze.
La famiglia prese il distintivo "di Capo di Ponte", derivato dai loro possessi in Por Santa Maria e Borgo Santi Apostoli e quindi ai lati del Ponte Vecchio, per distinguersi da un altro omonimo casato meno blasonato. Nel centro di Firenze hanno anche una torre: la "Torre degli Amidei" che fu in parte danneggiata durante una guerra, ma in seguito restaurata.
Gli Amidei, a Firenze, svolgevano attività creditizie; a testimoniare questo, vi sono più testamenti che incaricavano gli eredi a riscattare alcuni prestiti. A Greve in Chianti, gli Amidei tra il XII ed il XIV secolo possedevano un castello, il castello di Mugnana, prima che fosse venduto ai Bardi e poi agli Strozzi, ed avevano alcuni possedimenti nella val d'Ema. Probabilmente nel loro feudo imperiale producevano vini, soprattutto il chianti e forse olio. Nel 1700 circa, si sono dedicati all'editoria ed alla vendita di libri. Il 20 aprile 1749 Maddalena Amidei si unì in matrimonio a Carlo Barbiellini, accordandosi affinché venisse mantenuto il nome Amidei. Tuttora continuano a vivere le nuove generazioni soprattutto in centro Italia.

## Studi sugli Amidei
La colpa dell'inizio della lotta tra guelfi e ghibellini a Firenze è sempre ricaduta su Buondelmonte, accusato di non aver mantenuto la parola data e di aver ferito l'onore della famiglia degli Amidei con il mancato matrimonio. Questa teoria è stata supportata da Giovanni Villani prima, da Dante in seguito ed anche da altri. Tuttavia un'altra ipotesi considera gli Amidei maggiormente responsabili, in quanto Buondelmonte viene considerato un giovanotto con le idee confuse, finito male per le convenzioni di quel tempo. Comunque sia nel 1200, cioè quando è avvenuta l'uccisione di Buondelmonte, l'onore era messo in primo piano, considerato importante quasi quanto la vita e perciò si può comprendere il motivo di una così grave punizione.
Questa la leggenda; illuminante per porre la vicenda nei giusti termini è il saggio di Enrico Faini, Il convitto del 1216. La vendetta all'origine del fazionalismo fiorentino.

## Stemma
Lo stemma degli Amidei consisteva in uno scudo d'oro fasciato da tre barre rosse che cominciava con la barra rossa e continuava alternandosi con l'oro dello scudo. Con il passare degli anni ci fu anche un'altra versione dello stemma leggermente modificato cioè uno scudo d'oro che aveva però in alto l'oro, poi una barra rossa e finiva con l'oro. Dopo, nel 1749 ci fu, a seguito del matrimonio con i Barbiellini, uno stemma dei Barbiellini Amidei in cui c'era in una metà lo stemma degli Amidei, nell'altra quello dei Barbiellini. In seguito, nel 1800 gli fu fatta un'ultima modifica dopo il matrimonio con una di casa Lelmi.

## Albero genealogico
```
│
├─
Iacopa degli Amidei
 sposa Adimaro di Gianni Lieti dei 
Cavalcanti

│
│
├─
Bongianni degli Amidei
, console nel 
1182

│
│
└─
Amodeo degli Amidei

   │
   │
   ├─
Gianni di Amedeo degli Amidei
 (m. 18 agosto 1229)
   │
   │
   ├─
Pandolfino degli Amidei
 (testimoniato nel 1197 e nel 1201)
   │  │
   │  │
   │  └─
Arigerio degli Amidei
 
giudice
, testimoniato soprattutto nel 1254
   │
   │
   └─
Oderrigo Renaldi degli Amidei
 (testimoniato nel 1201), forse sposato con una dei 
Lamberti
, da cui verrebbe il nome del figlio.
      │
      │
      └─
Lambertuccio degli Amidei
(m.28 maggio 1231) sposa la sorella di 
Odarrigo de' Fifanti

         │
         │
         ├─
Amadio degli Amidei
, chiamato Bartolomeo (m.
1266
). Nel 
1888
 santificato:
Santo Amadio
.
         │
         │
         ├─Figlia promessa sposa a 
Buondelmonte de' Buondelmonti

         │
         │
         └─
Gianni di Odarrigo degli Amidei

            │
            │
            ├─
Girolamo il vecchio degli Amidei
 (testimoniato nel 1288)
            │
            │
            └─
Truffino degli Amidei
 (testimoniato nel 1288)
               │
               │
               └─(?)
                  │
                  │
                  ├─
Girolamo degli Amidei
, 
priore
 dell'Ordine dei 
Servi di Maria
 a 
Lucca

                  │
                  │
                  ├─
Belisario degli Amidei

                  │
                  │
                  └─(?)
                     │
                     │
                     └─
Domenico Amidei
, dottore in 
giurisprudenza

                        │
                        │
                       
Cosimo Amidei
, filosofo e giurista (Peccioli 1722 – Firenze 1784)
                        │
                        │
                        └─
Fausto degli Amidei
, editore.
                           │
                           │
                           ├─
Maddalena degli Amidei
 sposa 
Carlo Barbiellini

                           │  │
                           │  │
                           │  └─
Francesco Barbiellini Amidei

                           │     │
                           │     │
                           │     └─
Filippo Ippolito Barbiellini Amidei

                           │
                           │
                           └─
Gaspero Amidei
 
scrittore
 volterrano vissuto nel 1800
```